# Dominicanenkerk (Oostende)

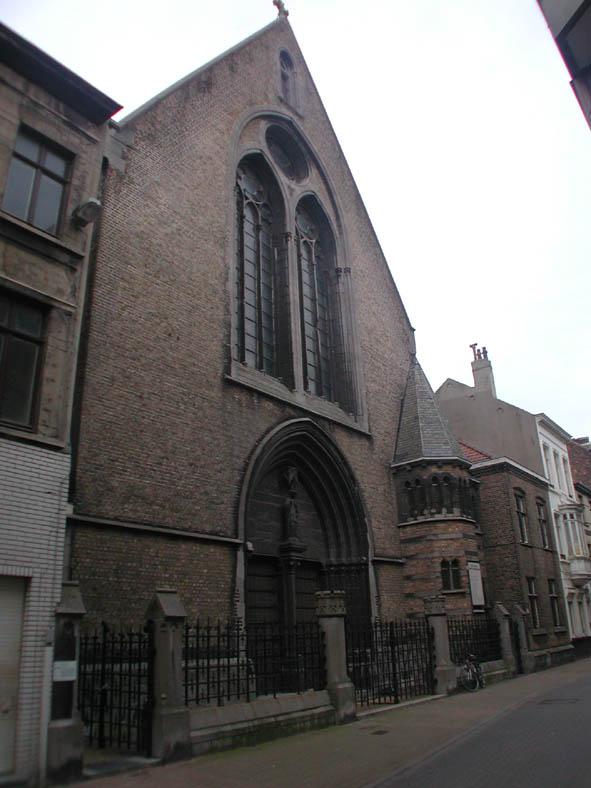
Dominicanenkerk in Oostende

De Dominicanenkerk is een kerkgebouw in de West-Vlaamse stad Oostende, gelegen aan de Christinastraat 95.

## Geschiedenis
De Dominicanen kwamen in 1873 naar Oostende. Ze huurden enkele panden aan de Christinastraat en in 1880 stichtten ze een voorlopige kapel. Einde 1882 werd begonnen met de bouw van een neogotische kapel naar ontwerp van Auguste Van Assche terwijl het klooster een ontwerp was van pater Raymondus Biolley. De kapel werd gewijd aan Sint-Catharina van Siena. In 1883 was de kerk voltooid.
De neogotische kerk werd geïnspireerd door de in 1860 gesloopte Dominicanenkerk te Gent, waardoor ook elementen van de Scheldegotiek in het gebouw aanwezig zijn.

## Gebouw
Het betreft een eenbeukige zaalkerk onder zadeldak, met een ingangsportaal naar de straatzijde. Rechts daarvan bevindt zich een traptorentje dat naar het doksaal voert. Het koor is naar het westen gericht. Op de triomfboog werden in 1902 geschilderde medaillons aangebracht, die de Geheimen van de Rozenkrans verzinnebeelden.
Het meubilair is voornamelijk neogotisch uit de tijd van de bouw. Het orgel is van 1958 en werd vervaardigd door de firma Loncke. De glas-in-loodramen zijn van 1883 en tonen symbolen en episoden uit het leven van heiligverklaarde Dominicanen.

## Galerij

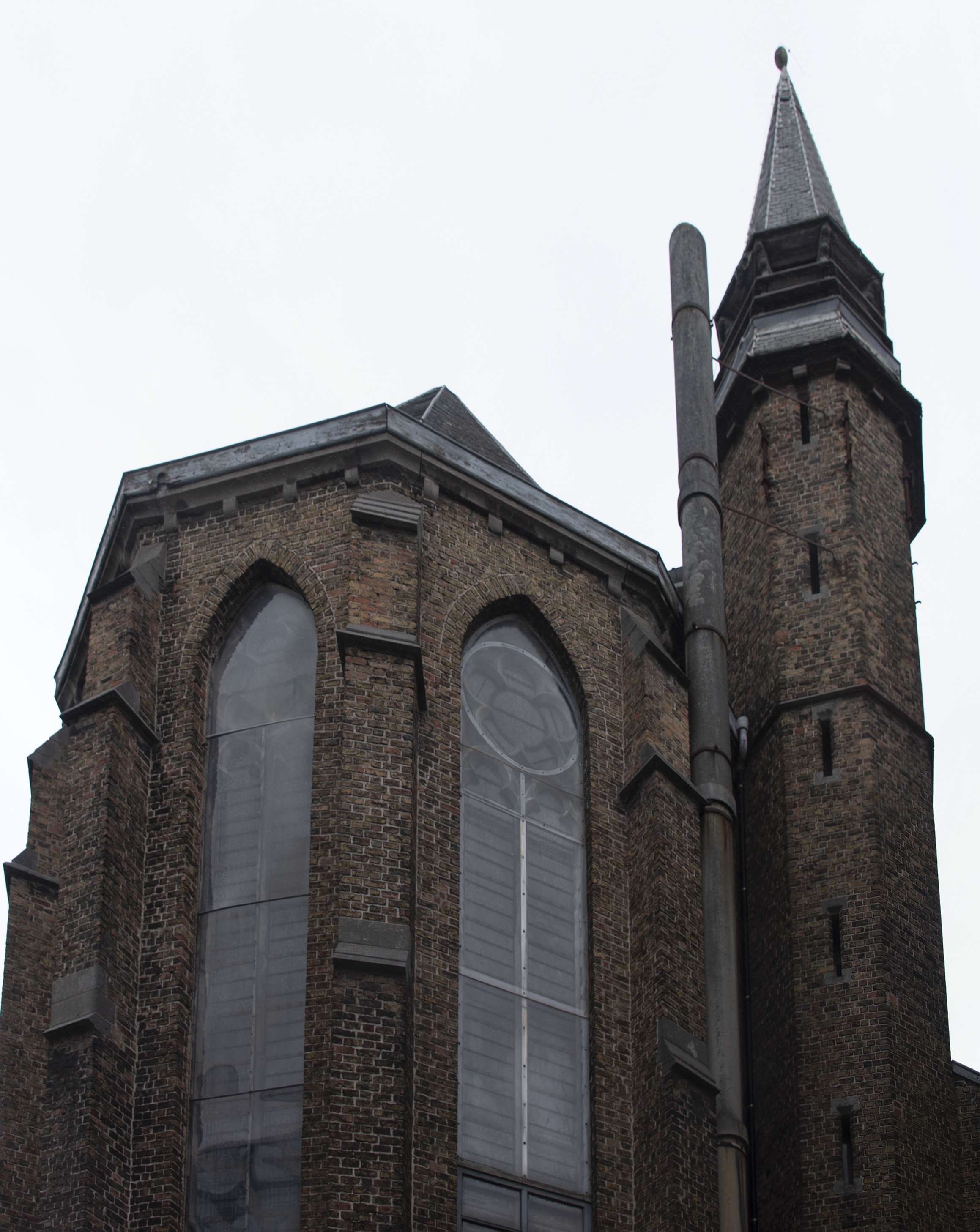
Westzijde
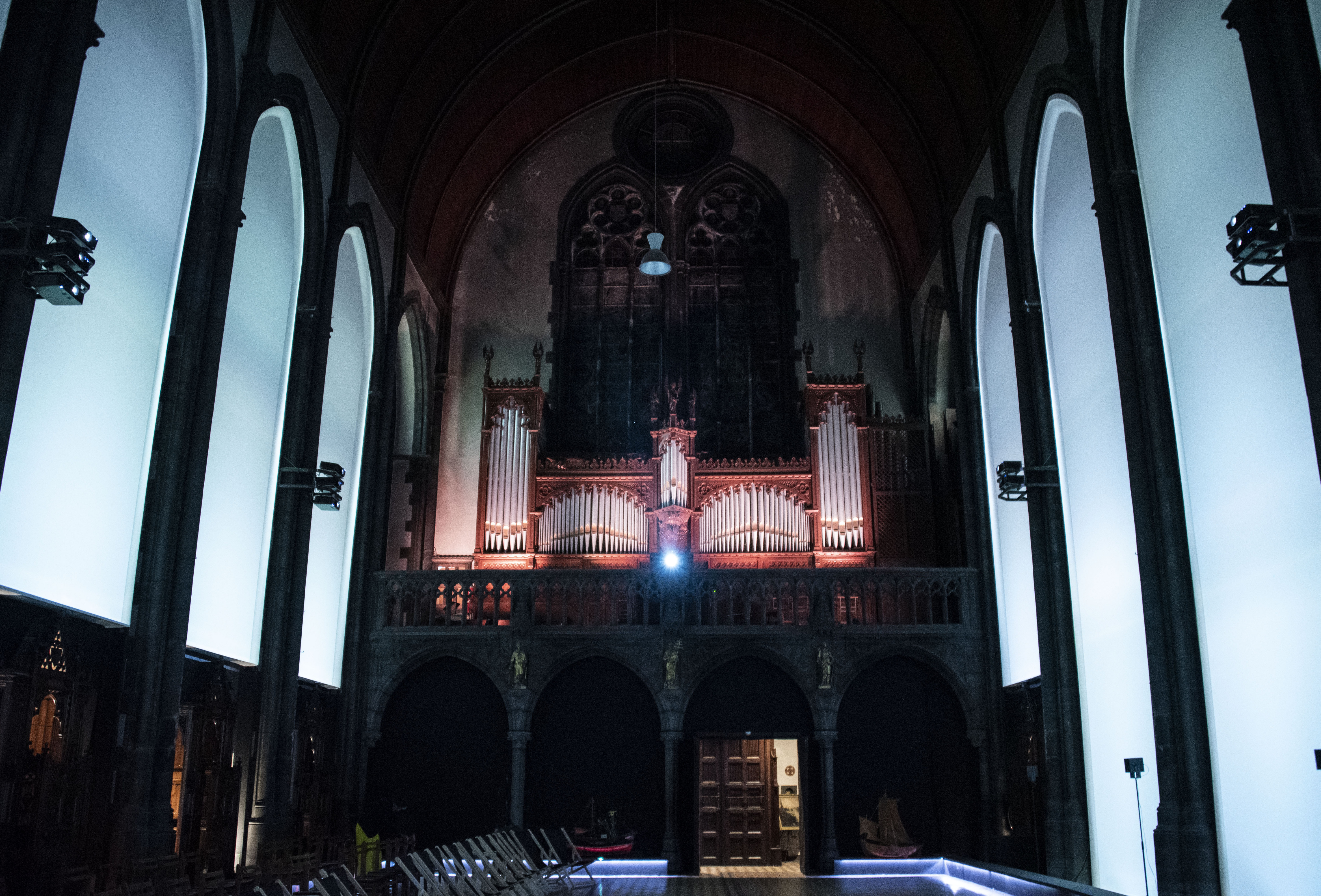
Kerkorgel
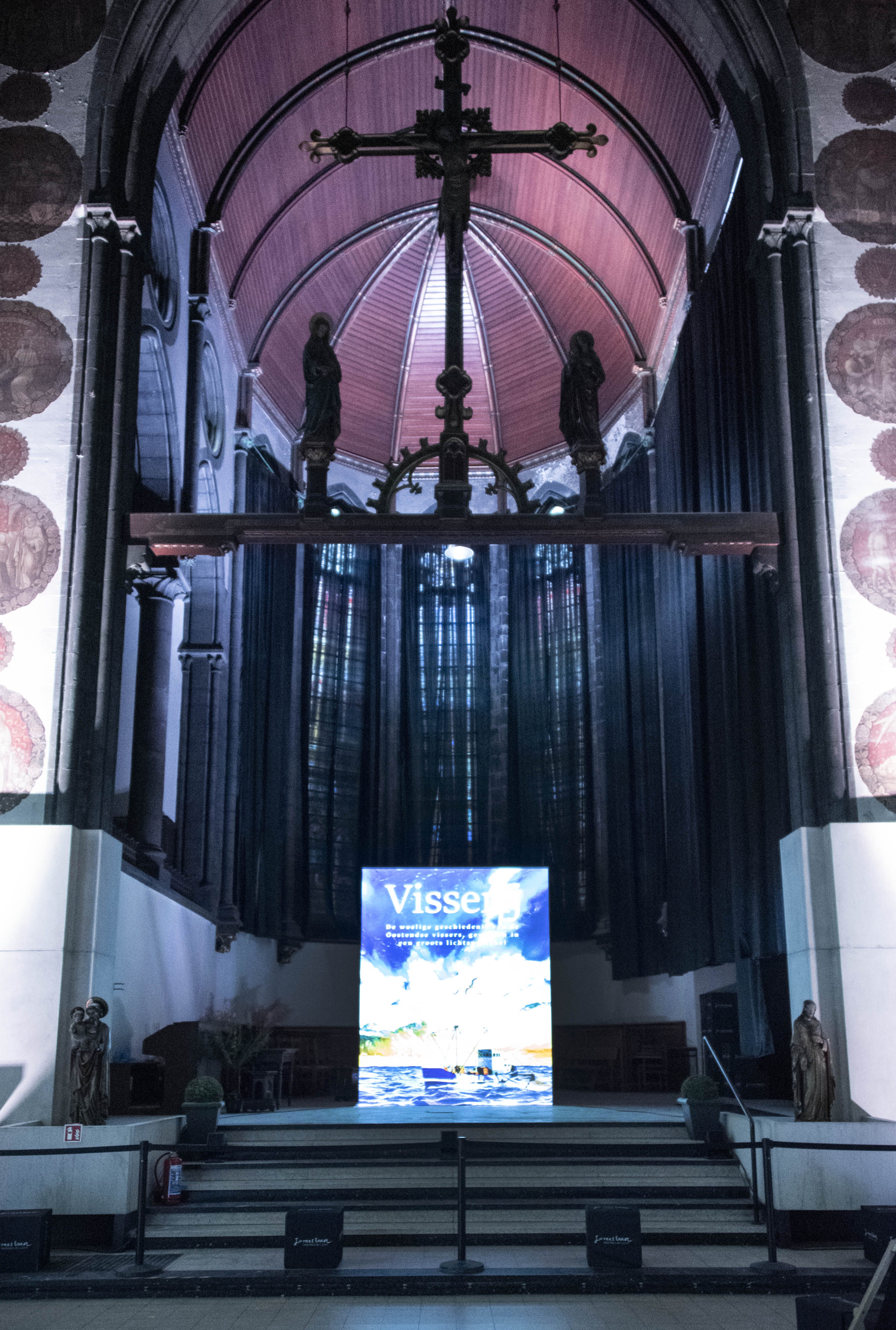
Priesterkoor
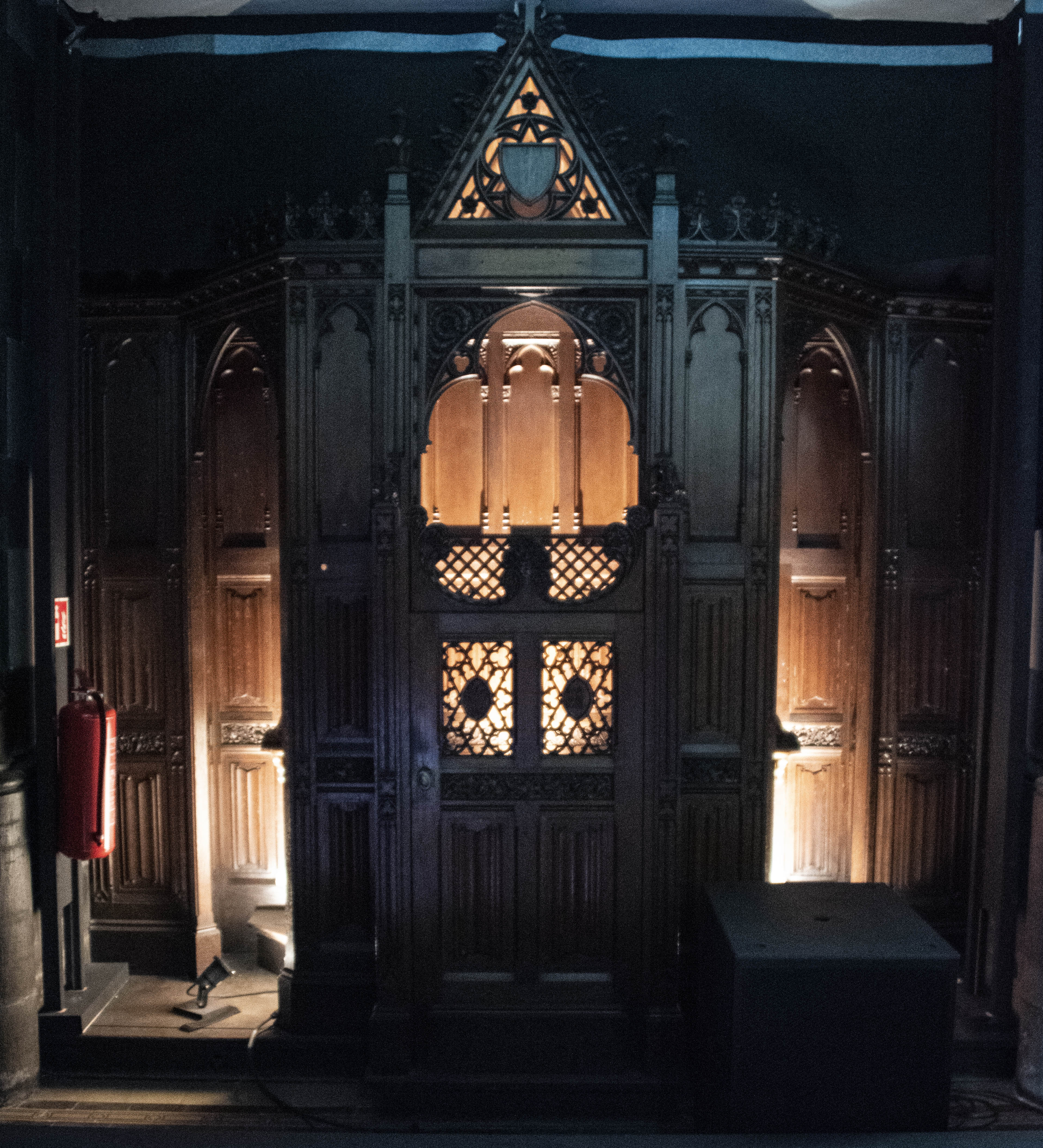
Biechtstoel